# Etheostoma lemniscatum
Etheostoma lemniscatum is een straalvinnige vissensoort uit de familie van de echte baarzen (Percidae). De wetenschappelijke naam van de soort is voor het eerst geldig gepubliceerd in 2008 door Blanton.